# Blepharis noli-me-tangere
Blepharis noli-me-tangere är en akantusväxtart som beskrevs av Spencer Le Marchant Moore. Blepharis noli-me-tangere ingår i släktet Blepharis och familjen akantusväxter. Inga underarter finns listade i Catalogue of Life.